# UK Open 2024
De Ladbrokes UK Open was de tweeëntwintigste editie van de UK Open Darts. Het toernooi werd gehouden van 1 t/m 3 maart 2024 in Minehead. Het toernooi heeft "de FA Cup van het darts" als bijnaam, vanwege de willekeurige loting die na elke ronde plaatsvindt tot de finale. 
Andrew Gilding was de titelverdediger. Hij won in de finale van 2023 met 11–10 van Michael van Gerwen, maar werd dit jaar in de vijfde ronde uitgeschakeld door Peter Wright. 
De finale van deze editie ging tussen Dimitri Van den Bergh en Luke Humphries, waarbij Van den Bergh uiteindelijk met 11–10 wist te winnen.

## Prijzengeld
Het totale prijzengeld werd ten opzichte van vorig jaar behouden.
| Plaats (aantal spelers) | Plaats (aantal spelers) | Prijzengeld (Totaal: £ 600.000) |
| ----------------------- | ----------------------- | ------------------------------- |
| Winnaar                 | (1)                     | £ 110.000                       |
| Runner-up               | (1)                     | £ 50.000                        |
| Halvefinalist           | (2)                     | £ 30.000                        |
| Kwartfinalist           | (4)                     | £ 15.000                        |
| Laatste 16              | (8)                     | £ 10.000                        |
| Laatste 32              | (16)                    | £ 5.000                         |
| Laatste 64              | (32)                    | £ 2.500                         |
| Laatste 96              | (32)                    | £ 1.500                         |
| Laatste 128             | (32)                    | £ 1.000                         |
| Laatste 160             | (32)                    | nb.                             |

## Format
De 160 deelnemers namen stapsgewijs deel aan de competitie, met 64 spelers in de eerste ronde. De matchwinnaars hiervan sloten zich aan bij de 32 spelers in de tweede en derde ronde om de laatste 64 spelers over te houden in de vierde ronde.
- Er werden geen spelers geplaatst.
- Na afloop van de derde ronde werd er willekeurig geloot voor elk van de volgende rondes.
- De wedstrijden in de eerste, tweede en derde ronde werden gespeeld over een "best of 11 legs".
- De wedstrijden in de vierde, vijfde, zesde ronde en kwartfinales werden gespeeld over een "best of 19 legs".
- De wedstrijden in de halve finales en finale werden gespeeld over een "best of 21 legs".
- Voor de wedstrijden in de eerste, tweede, derde en vierde ronde werden acht borden gebruikt.
- Voor de wedstrijden in de vijfde ronde werden vier borden gebruikt.
- Voor de wedstrijden in de zesde ronde werden twee borden gebruikt.
- Voor de wedstrijden in kwartfinales, halve finales en finale werd één bord gebruikt.

## Plaatsing
De 128 tourkaarthouders hadden een gespreide deelname op basis van hun plaats op de wereldranglijst op 28 februari 2024. Ze werden vergezeld door de top 8 spelers van elk van de 2023 Challenge & Development Tour Orders of Merit, en door de winnaars van 16 amateurkwalificatie-evenementen georganiseerd door Rileys Sports Bars.
Adrian Lewis en Adam Hunt, die respectievelijk in de derde en de eerste ronde zouden instromen, trokken zich terug voor deelname aan het toernooi. Hierdoor schoven alle spelers onder Lewis één plek omhoog en werden er in de eerste ronde twee byes verloot.

### PDC Order of Merit 1-32
De nummers 1 t/m 32 van de PDC Order of Merit stroomden in de vierde ronde in. Er werd geloot en spelers werden dus niet geplaatst.
| 1. Luke Humphries 2. Michael van Gerwen 3. Michael Smith 4. Nathan Aspinall 5. Gerwyn Price 6. Rob Cross 7. Danny Noppert 8. Peter Wright | 1. Jonny Clayton 2. Dave Chisnall 3. Damon Heta 4. Dirk van Duijvenbode 5. Joe Cullen 6. Dimitri Van den Bergh 7. Chris Dobey 8. Ross Smith | 1. Stephen Bunting 2. Ryan Searle 3. Andrew Gilding 4. James Wade 5. Josh Rock 6. Gabriel Clemens 7. Martin Schindler 8. Krzysztof Ratajski | 1. Gary Anderson 2. José de Sousa 3. Brendan Dolan 4. Daryl Gurney 5. Raymond van Barneveld 6. Luke Littler 7. Scott Williams 8. Kim Huybrechts |

### PDC Order of Merit 33-65
De nummers 33 t/m 65 van de PDC Order of Merit stroomden in de derde ronde in.
| 1. Callan Rydz 2. Madars Razma 3. Martin Lukeman 4. Ricardo Pietreczko 5. Ryan Joyce 6. Luke Woodhouse 7. Mike De Decker 8. Jim Williams | 1. Gian van Veen 2. William O'Connor 3. Keane Barry 4. Alan Soutar 5. Simon Whitlock 6. Ricky Evans 7. Jermaine Wattimena 8. Rowby-John Rodriguez | 1. Matt Campbell 2. Steve Beaton 3. Adrian Lewis[a] 4. Mickey Mansell 5. Boris Krčmar 6. Cameron Menzies 7. Vincent van der Voort 8. Mensur Suljović | 1. Jamie Hughes 2. Ritchie Edhouse 3. Florian Hempel 4. Adam Gawlas 5. Ryan Meikle 6. Kevin Doets 7. Ian White 8. Mervyn King 9. Richard Veenstra |

### PDC Order of Merit 66-97
De nummers 66 t/m 97 van de PDC Order of Merit stroomden in de tweede ronde in.
| 1. Niels Zonneveld 2. Lee Evans 3. Dylan Slevin 4. Keegan Brown 5. Maik Kuivenhoven 6. Stephen Burton 7. Jeffrey de Zwaan 8. Daniel Klose | 1. Karel Sedláček 2. Arron Monk 3. Robert Owen 4. Jeffrey Sparidaans 5. Pascal Rupprecht 6. Jurjen van der Velde 7. Nick Kenny 8. Adam Smith-Neale | 1. Graham Hall 2. Graham Usher 3. Josh Payne 4. Ronny Huybrechts 5. Geert Nentjes 6. Owen Roelofs 7. Danny van Trijp 8. Adam Warner | 1. Robbie Knops 2. Christian Perez 3. Callum Goffin 4. Steve Lennon 5. Berry van Peer 6. James Hurrell 7. Mario Vandenbogaerde 8. Andy Baetens |

### PDC Order of Merit 98-128
De nummers 98 t/m 128 van de PDC Order of Merit startten in de eerste ronde.
| 1. Leighton Bennett 2. Jacques Labre 3. Paul Krohne 4. Wessel Nijman 5. Matthew Dennant 6. Michele Turetta 7. Rhys Griffin 8. Nathan Rafferty | 1. Thibault Tricole 2. Adam Hunt[a] 3. Chris Landman 4. Lukas Wenig 5. Brett Claydon 6. William Borland 7. Patrick Geeraets 8. Haupai Puha | 1. Darren Beveridge 2. Danny Lauby 3. Radosław Szagański 4. Dom Taylor 5. Jitse van der Wal 6. Owen Bates 7. George Killington 8. Joshua Richardson | 1. Benjamin Drue Reus 2. Jules van Dongen 3. Jeffrey de Graaf 4. Jelle Klaasen 5. Martijn Dragt 6. Robert Grundy 7. Tim Wolters |

### PDC Development Tour Qualifiers
De acht hoogst gerangschikte spelers uit de Development Tour 2023 zonder een tourkaart startten in de eerste ronde.
| 1. Sebastian Białecki 2. Rusty-Jake Rodriguez 3. Bradley Brooks 4. Cameron Crabtree | 1. Jarred Cole 2. Bradly Roes 3. Christopher Toonders 4. Dominik Grüllich |

### PDC Challenge Tour Qualifiers
De acht hoogst gerangschikte spelers uit de Challenge Tour 2023 zonder een tourkaart startten in de eerste ronde.
| 1. John Henderson 2. Andy Boulton 3. Christian Kist 4. Wesley Plaisier | 1. Darryl Pilgrim 2. Scott Mitchell 3. Conan Whitehead 4. Ron Meulenkamp |

### Amateur Qualifiers
Zestien spelers van de kwalificatiewedstrijden georganiseerd door Rileys Sports Bars, die gehouden werden gedurende januari en februari 2024, kwalificeerden zich voor de eerste ronde. Deelname aan deze toernooien stond open voor alle spelers die zich niet via een andere methode hadden gekwalificeerd, ongeacht de PDC-lidmaatschapsstatus.
| 1. David Sumner 2. Johnny Haines 3. Ashley Coleman 4. Jenson Walker | 1. Harry Lane 2. Harry Gregory 3. Connor Scutt 4. Michael Taylor | 1. Jason Hogg 2. Joe Croft 3. Jack Male 4. Leonard Gates | 1. Thomas Lovely 2. Brandon Western 3. Kevin Burness 4. Tom Lonsdale |

1. 1 2  Trok zich terug voorafgaand aan de loting

## Wedstrijden

### Vrijdag 1 maart

#### Eerste ronde (laatste 160)
In de eerste ronde werd er gespeeld over 11 legs. De eerste speler die aan 6 gewonnen legs kwam, won de partij.
| Speler                       | Uitslag | Speler                     |  | Speler                     | Uitslag | Speler                     |
| ---------------------------- | ------- | -------------------------- |  | -------------------------- | ------- | -------------------------- |
| Jacques Labre                | bye     |                            |  | Christian Kist (86.73)     | 3 – 6   | Patrick Geeraets (87.22)   |
| Matthew Dennant (98.63)      | 6 – 4   | Jeffrey de Graaf (95.18)   |  | Conan Whitehead (93.64)    | 4 – 6   | Leonard Gates (93.42)      |
| Dom Taylor (82.11)           | 6 – 5   | Brandon Western (81.33)    |  | Lukas Wenig (83.46)        | 4 – 6   | Tom Lonsdale (93.85)       |
| Jarred Cole                  | bye     |                            |  | Leighton Bennett (97.38)   | 4 – 6   | Scott Mitchell (95.57)     |
| Danny Lauby (86.28)          | 6 – 3   | Nathan Rafferty (82.87)    |  | Kevin Burness (93.78)      | 4 – 6   | John Henderson (87.49)     |
| Owen Bates (92.28)           | 6 – 5   | Andy Boulton (88.02)       |  | Connor Scutt (84.42)       | 5 – 6   | Wesley Plaisier (85.86)    |
| Jules van Dongen (90.44)     | 5 – 6   | Thibault Tricole (90.14)   |  | Jack Male (80.97)          | 6 – 5   | Martijn Dragt (79.50)      |
| Ashley Coleman (84.56)       | 3 – 6   | Tim Wolters (91.74)        |  | Brett Claydon (90.31)      | 6 – 4   | Thomas Lovely (90.77)      |
| Bradly Roes (81.12)          | 4 – 6   | Benjamin Drue Reus (85.54) |  | Haupai Puha (89.50)        | 6 – 4   | Jelle Klaasen (90.12)      |
| Jitse van der Wal (94.56)    | 3 – 6   | Johnny Haines (95.62)      |  | Sebastian Białecki (89.71) | 4 – 6   | Jenson Walker (88.46)      |
| Bradley Brooks (90.04)       | 6 – 3   | Cameron Crabtree (88.36)   |  | Paul Krohne (77.05)        | 5 – 6   | Michael Taylor (75.18)     |
| Christopher Toonders (80.68) | 3 – 6   | Chris Landman (86.14)      |  | George Killington (80.89)  | 6 – 4   | Radosław Szagański (76.92) |
| Rusty-Jake Rodriguez (86.91) | 1 – 6   | Ron Meulenkamp (96.19)     |  | Harry Gregory (86.02)      | 5 – 6   | Rhys Griffin (94.31)       |
| Joe Croft (84.67)            | 6 – 5   | William Borland (81.38)    |  | Jason Hogg (89.78)         | 4 – 6   | Darren Beveridge (87.64)   |
| Harry Lane (92.89)           | 6 – 3   | Dominik Grüllich (83.06)   |  | Darryl Pilgrim (94.68)     | 5 – 6   | Joshua Richardson (93.34)  |
| Michele Turetta (84.99)      | 3 – 6   | Robert Grundy (87.31)      |  | David Sumner (81.54)       | 3 – 6   | Wessel Nijman (93.55)      |

#### Tweede ronde (laatste 128)
In de tweede ronde werd er gespeeld over 11 legs. De eerste speler die aan 6 gewonnen legs kwam, won de partij.
| Speler                     | Uitslag | Speler                       |  | Speler                       | Uitslag | Speler                   |
| -------------------------- | ------- | ---------------------------- |  | ---------------------------- | ------- | ------------------------ |
| Niels Zonneveld (101.10)   | 4 – 6   | Wessel Nijman (103.84)       |  | Arron Monk (84.71)           | 4 – 6   | Dylan Slevin (94.46)     |
| Ronny Huybrechts (82.36)   | 6 – 2   | Harry Lane (77.51)           |  | Chris Landman (89.76)        | 0 – 6   | Lee Evans (92.02)        |
| James Hurrell (86.07)      | 2 – 6   | Joe Croft (86.76)            |  | Geert Nentjes (93.52)        | 6 – 3   | Pascal Rupprecht (87.86) |
| Joshua Richardson (86.45)  | 6 – 2   | Keegan Brown (78.11)         |  | Berry van Peer (93.42)       | 2 – 6   | Maik Kuivenhoven (99.28) |
| Darren Beveridge (88.75)   | 4 – 6   | Scott Mitchell (94.52)       |  | Jurjen van der Velde (87.37) | 4 – 6   | Jeffrey de Zwaan (92.94) |
| Rhys Griffin (82.94)       | 3 – 6   | Leonard Gates (94.74)        |  | Karel Sedláček (89.69)       | 3 – 6   | Robert Owen (97.29)      |
| George Killington (89.22)  | 6 – 5   | Robbie Knops (85.45)         |  | Wesley Plaisier (93.29)      | 6 – 2   | Haupai Puha (79.81)      |
| Jacques Labre (82.52)      | 6 – 4   | Steve Lennon (84.78)         |  | Owen Bates (88.09)           | 5 – 6   | Graham Usher (89.46)     |
| Robert Grundy (82.85)      | 5 – 6   | Jarred Cole (82.18)          |  | Michael Taylor (81.13)       | 6 – 2   | Graham Hall (78.77)      |
| Jeffrey Sparidaans (76.09) | 2 – 6   | Christian Perez (91.88)      |  | Jenson Walker (80.94)        | 3 – 6   | Tim Wolters (87.55)      |
| Daniel Klose (93.02)       | 6 – 3   | Adam Warner (93.30)          |  | Matthew Dennant (85.44)      | 6 – 1   | Danny van Trijp (76.89)  |
| Bradley Brooks (80.13)     | 5 – 6   | Thibault Tricole (90.67)     |  | Dom Taylor (82.42)           | 5 – 6   | John Henderson (83.63)   |
| Adam Smith-Neale (88.49)   | 4 – 6   | Patrick Geeraets (86.08)     |  | Jack Male (79.10)            | 5 – 6   | Danny Lauby (76.20)      |
| Tom Lonsdale (81.28)       | 3 – 6   | Benjamin Drue Reus (85.47)   |  | Callum Goffin (79.14)        | 2 – 6   | Nick Kenny (84.66)       |
| Andy Baetens (100.37)      | 4 – 6   | Brett Claydon (96.10)        |  | Owen Roelofs (80.37)         | 6 – 1   | Stephen Burton (79.93)   |
| Johnny Haines (82.43)      | 3 – 6   | Mario Vandenbogaerde (84.38) |  | Josh Payne (93.40)           | 6 – 5   | Ron Meulenkamp (91.59)   |

#### Derde ronde (laatste 96)
In de derde ronde werd er gespeeld over 11 legs. De eerste speler die aan 6 gewonnen legs kwam, won de partij.
| Speler                        | Uitslag | Speler                    |  | Speler                       | Uitslag | Speler                     |
| ----------------------------- | ------- | ------------------------- |  | ---------------------------- | ------- | -------------------------- |
| Mike De Decker (91.58)        | 6 – 3   | Wessel Nijman (88.16)     |  | Nick Kenny (93.84)           | 6 – 5   | Matt Campbell (90.00)      |
| Benjamin Drue Reus (94.00)    | 6 – 5   | Callan Rydz (93.37)       |  | Maik Kuivenhoven (89.59)     | 5 – 6   | Simon Whitlock (90.31)     |
| Steve Beaton (85.58)          | 5 – 6   | Josh Payne (87.77)        |  | Martin Lukeman (102.34)      | 6 – 5   | Jermaine Wattimena (97.59) |
| Gian van Veen (94.83)         | 6 – 3   | John Henderson (87.80)    |  | Alan Soutar (90.04)          | 4 – 6   | Brett Claydon (87.09)      |
| Mervyn King (91.36)           | 6 – 4   | George Killington (89.82) |  | William O'Connor (88.29)     | 0 – 6   | Mensur Suljović (90.18)    |
| Graham Usher (87.87)          | 6 – 3   | Ronny Huybrechts (86.20)  |  | Robert Owen (92.54)          | 5 – 6   | Kevin Doets (90.05)        |
| Thibault Tricole (86.70)      | 3 – 6   | Cameron Menzies (102.91)  |  | Joshua Richardson (91.20)    | 6 – 5   | Jamie Hughes (94.88)       |
| Keane Barry (92.54)           | 6 – 4   | Joe Croft (92.23)         |  | Tim Wolters (86.87)          | 6 – 4   | Ryan Joyce (90.53)         |
| Ryan Meikle (87.62)           | 6 – 3   | Geert Nentjes (81.06)     |  | Matthew Dennant (86.31)      | 5 – 6   | Scott Mitchell (88.63)     |
| Jim Williams (84.89)          | 2 – 6   | Leonard Gates (92.35)     |  | Adam Gawlas (96.97)          | 6 – 0   | Jarred Cole (85.60)        |
| Owen Roelofs (85.37)          | 1 – 6   | Richard Veenstra (90.82)  |  | Ricky Evans (90.77)          | 6 – 3   | Lee Evans (88.57)          |
| Danny Lauby (89.39)           | 6 – 2   | Jacques Labre (80.70)     |  | Ricardo Pietreczko (83.98)   | 6 – 3   | Michael Taylor (83.18)     |
| Boris Krčmar (95.94)          | 6 – 1   | Ritchie Edhouse (87.06)   |  | Wesley Plaisier (81.94)      | 3 – 6   | Daniel Klose (84.88)       |
| Luke Woodhouse (93.32)        | 6 – 4   | Dylan Slevin (94.34)      |  | Jeffrey de Zwaan (89.97)     | 1 – 6   | Patrick Geeraets (101.21)  |
| Mario Vandenbogaerde (92.56)  | 2 – 6   | Florian Hempel (96.71)    |  | Mickey Mansell (94.42)       | 6 – 4   | Ian White (88.67)          |
| Vincent van der Voort (91.28) | 6 – 4   | Christian Perez (90.12)   |  | Rowby-John Rodriguez (88.16) | 6 – 4   | Madars Razma (87.84)       |

#### Vierde ronde (laatste 64)
In de vierde ronde werd er gespeeld over 19 legs. De eerste speler die aan 10 gewonnen legs kwam, won de partij.
| Speler                       | Uitslag | Speler                        |  | Speler                        | Uitslag | Speler                   |
| ---------------------------- | ------- | ----------------------------- |  | ----------------------------- | ------- | ------------------------ |
| Ryan Searle (92.14)          | 9 – 10  | Graham Usher (91.62)          |  | Josh Payne (86.99)            | 7 – 10  | Andrew Gilding (94.21)   |
| Kevin Doets (94.89)          | 10 – 6  | Daniel Klose (88.19)          |  | Michael van Gerwen (92.37)    | 7 – 10  | Mensur Suljović (90.98)  |
| Ross Smith (98.98)           | 10 – 8  | Daryl Gurney (90.93)          |  | Scott Mitchell (93.00)        | 6 – 10  | Nathan Aspinall (96.64)  |
| Ryan Meikle (85.08)          | 10 – 6  | Brett Claydon (85.59)         |  | Benjamin Drue Reus (88.84)    | 10 – 7  | José de Sousa (85.25)    |
| Chris Dobey (99.39)          | 10 – 3  | Mickey Mansell (93.52)        |  | Danny Noppert (99.83)         | 10 – 8  | Gabriel Clemens (97.83)  |
| Danny Lauby (86.18)          | 3 – 10  | Stephen Bunting (92.84)       |  | Scott Williams (96.53)        | 4 – 10  | Ricky Evans (96.53)      |
| Kim Huybrechts (85.08)       | 6 – 10  | Keane Barry (92.58)           |  | Michael Smith (93.59)         | 10 – 7  | Joe Cullen (97.53)       |
| Rowby-John Rodriguez (83.38) | 3 – 10  | Rob Cross (96.68)             |  | Simon Whitlock (84.92)        | 8 – 10  | Damon Heta (95.60)       |
| Cameron Menzies (90.84)      | 5 – 10  | Gary Anderson (96.35)         |  | Raymond van Barneveld (93.49) | 9 – 10  | Luke Woodhouse (94.62)   |
| Gerwyn Price (99.54)         | 9 – 10  | Martin Schindler (98.93)      |  | Jonny Clayton (83.57)         | 10 – 9  | Tim Wolters (85.86)      |
| James Wade (95.90)           | 7 – 10  | Luke Littler (101.81)         |  | Leonard Gates (83.39)         | 5 – 10  | Martin Lukeman (92.35)   |
| Brendan Dolan (94.66)        | 8 – 10  | Dimitri Van den Bergh (99.80) |  | Gian van Veen (90.97)         | 10 – 7  | Florian Hempel (90.56)   |
| Mike De Decker (96.12)       | 10 – 6  | Richard Veenstra (90.86)      |  | Dirk van Duijvenbode (95.69)  | 7 – 10  | Luke Humphries (101.16)  |
| Nick Kenny (89.39)           | 4 – 10  | Dave Chisnall (92.14)         |  | Krzysztof Ratajski (94.19)    | 10 – 4  | Adam Gawlas (92.19)      |
| Joshua Richardson (94.32)    | 3 – 10  | Peter Wright (94.28)          |  | Josh Rock (98.30)             | 10 – 5  | Patrick Geeraets (88.18) |
| Mervyn King (95.63)          | 10 – 3  | Ricardo Pietreczko (98.34)    |  | Vincent van der Voort (84.82) | 10 – 5  | Boris Krčmar (82.55)     |

### Zaterdag 2 maart

#### Vijfde ronde (laatste 32)
In de vijfde ronde werd er gespeeld over 19 legs. De eerste speler die aan 10 gewonnen legs kwam, won de partij.
| Speler                        | Uitslag | Speler                        |  | Speler                     | Uitslag | Speler                  |
| ----------------------------- | ------- | ----------------------------- |  | -------------------------- | ------- | ----------------------- |
| Ricky Evans (97.23)           | 10 – 5  | Mike De Decker (94.17)        |  | Peter Wright (101.56)      | 10 – 1  | Andrew Gilding (89.75)  |
| Luke Littler (101.86)         | 10 – 8  | Martin Schindler (98.25)      |  | Stephen Bunting (93.76)    | 10 – 9  | Kevin Doets (92.22)     |
| Michael Smith (96.00)         | 9 – 10  | Luke Woodhouse (97.45)        |  | Dave Chisnall (98.67)      | 10 – 6  | Mensur Suljović (91.67) |
| Vincent van der Voort (85.95) | 6 – 10  | Dimitri Van den Bergh (96.41) |  | Gary Anderson (92.72)      | 10 – 5  | Chris Dobey (89.69)     |
| Graham Usher (84.20)          | 7 – 10  | Gian van Veen (93.57)         |  | Rob Cross (105.19)         | 10 – 4  | Josh Rock (98.51)       |
| Jonny Clayton (92.93)         | 10 – 8  | Ross Smith (97.49)            |  | Benjamin Drue Reus (89.51) | 3 – 10  | Luke Humphries (101.01) |
| Damon Heta (96.47)            | 10 – 9  | Nathan Aspinall (94.64)       |  | Martin Lukeman (98.84)     | 10 – 9  | Danny Noppert (97.93)   |
| Keane Barry (92.50)           | 10 – 3  | Ryan Meikle (85.12)           |  | Krzysztof Ratajski (88.83) | 9 – 10  | Mervyn King (88.97)     |

#### Zesde ronde (laatste 16)
In de zesde ronde werd er gespeeld over 19 legs. De eerste speler die aan 10 gewonnen legs kwam, won de partij.
| Speler                | Uitslag | Speler                        |  | Speler                  | Uitslag | Speler                 |
| --------------------- | ------- | ----------------------------- |  | ----------------------- | ------- | ---------------------- |
| Peter Wright (95.86)  | 9 – 10  | Stephen Bunting (99.86)       |  | Mervyn King (88.23)     | 4 – 10  | Luke Humphries (99.93) |
| Jonny Clayton (92.90) | 7 – 10  | Dimitri Van den Bergh (90.06) |  | Damon Heta (93.94)      | 10 – 8  | Gian van Veen (95.21)  |
| Ricky Evans (91.50)   | 10 – 6  | Luke Woodhouse (91.00)        |  | Martin Lukeman (100.33) | 10 – 5  | Gary Anderson (102.57) |
| Rob Cross (96.64)     | 10 – 4  | Keane Barry (91.34)           |  | Luke Littler (103.38)   | 10 – 5  | Dave Chisnall (101.63) |

### Zondag 3 maart

#### Kwartfinale
In de kwartfinale werd er gespeeld over 19 legs. De eerste speler die aan 10 gewonnen legs kwam, won de partij.
| Speler                  | Uitslag | Speler                        |
| ----------------------- | ------- | ----------------------------- |
| Stephen Bunting (98.07) | 2 – 10  | Luke Humphries (102.02)       |
| Ricky Evans (85.68)     | 10 – 7  | Rob Cross (87.45)             |
| Damon Heta (106.04)     | 10 – 8  | Luke Littler (104.77)         |
| Martin Lukeman (95.56)  | 5 – 10  | Dimitri Van den Bergh (93.91) |

#### Halve finale en finale
|  | Halve finale (best of 21 legs) | Halve finale (best of 21 legs) |  |                        | Finale (best of 21 legs)      | Finale (best of 21 legs) |
|  |                                |                                |  |                        |                               |                          |
|  |                                |                                |  |                        |                               |                          |
|  | Dimitri Van den Bergh (96.32)  | 11                             |  |                        |                               |                          |
|  | Damon Heta (95.55)             | 6                              |  |                        |                               |                          |
|  |                                |                                |  |                        | Dimitri Van den Bergh (95.18) | 11                       |
|  |                                |                                |  | Luke Humphries (96.07) | 10                            |                          |
|  | Luke Humphries (98.86)         | 11                             |  |                        |                               |                          |
|  | Ricky Evans (87.41)            | 2                              |  |                        |                               |                          |

## Bijzonderheden
- Steve Beaton en James Wade zijn de enige twee spelers die hebben deelgenomen aan elke UK Open sinds de start van het toernooi in 2003.[3]

2003 · 2004 · 2005 · 2006 · 2007 · 2008 · 2009 · 2010 · 2011 · 2012 · 2013 · 2014 · 2015 · 2016 · 2017 · 2018 · 2019 · 2020 · 2021 · 2022 · 2023 · 2024 · 2025